# Klafter

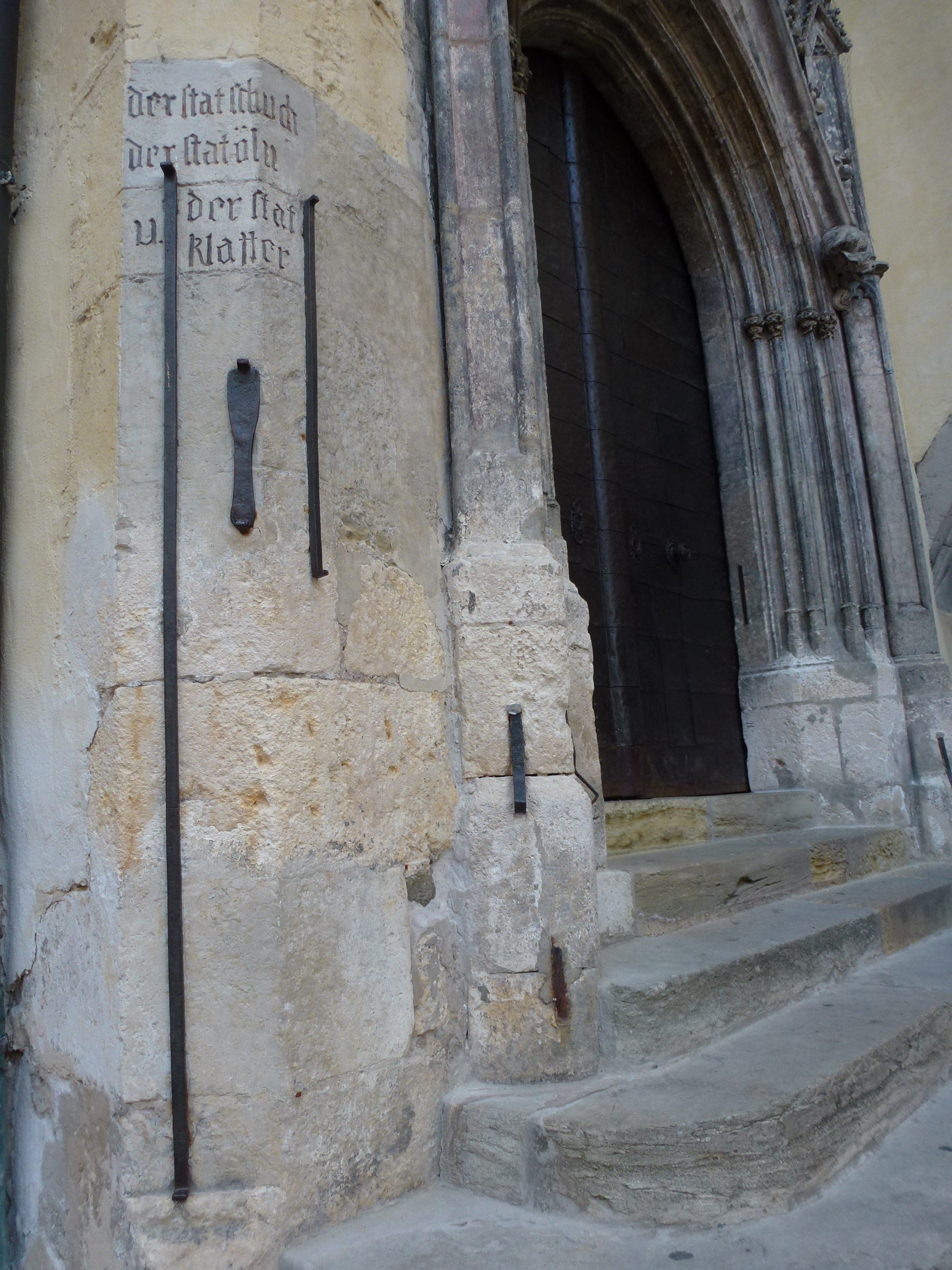
Die Längenmaße Schuh, Elle und Klafter am Alten Rathaus Regensburg

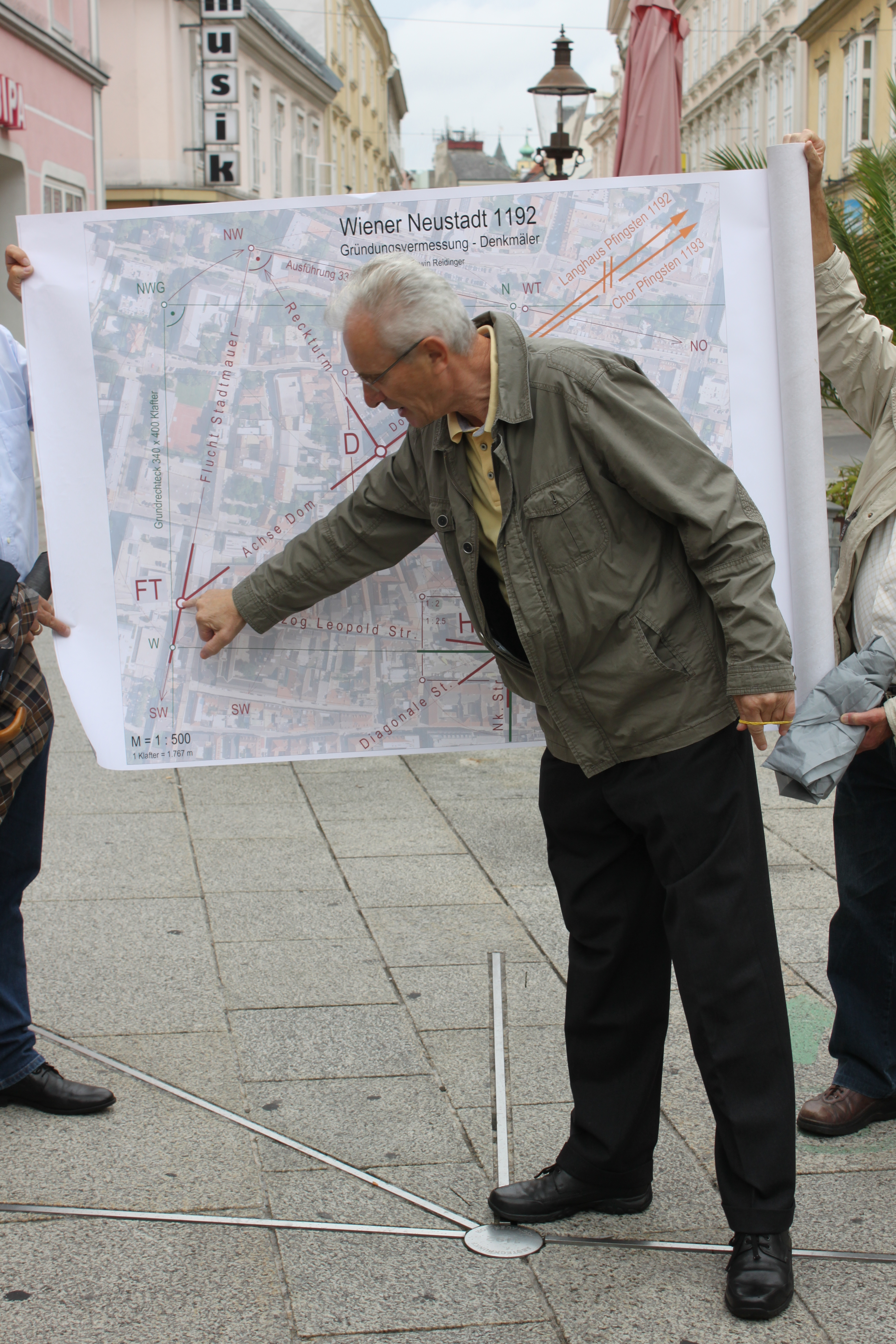
Erwin Reidinger erklärt die Gründungsvermessung von Wiener Neustadt im Jahr 1192 am Absteckpunkt beim ehemaligen Fischauer-Tor. Die symbolischen Absteck-Linien (Richtungsanzeiger) im Boden wurden 1 Klafter lang gestaltet. (September 2014)

Das – seltener der, veraltet auch die – Klafter ist ein historisches Längen-, Raum- und Flächenmaß. Es ist noch vielerorts als Raummaß für Brennholz im süddeutschen und deutschsprachigen Alpenraum in ländlichen Gebieten und in der Forstwirtschaft verbreitet. Im Sprachgebrauch wird ein Klafter Holz als die Menge von 3 Ster entsprechend 3 Raummeter (rm) definiert.

## Längenmaß
Als Längenmaß geht das Klafter auf die Spanne zwischen den ausgestreckten Armen eines erwachsenen Mannes zurück und wurde traditionell mit 6 Fuß definiert, entsprach also etwa 1,80 m. In Österreich betrug seine Länge zum Beispiel 1,8965 m, in Preußen 1,88 m. In Bayern betrug ein Klafter hingegen lediglich 1,751155 m, in Hessen war es mit 2,50 m deutlich größer. Das Wiener oder niederösterreichische Klafter als Längenmaß wurde von Rudolf II. am 19. August 1588 festgelegt. Als 1835 die schweizerischen Maßeinheiten über das metrische System definiert wurden, entsprach 1 Schweizer Klafter (zu 6 Fuß à 0,30 m) exakt 1,80 m.
In Aachen, Baden, Bayern, Böhmen, Hamburg, Leipzig, Polen, Trier, Wien und Zürich war das Klafter gleich 6 Fuß, im Kanton Bern 8 Fuß und im Kanton Freiburg 10 Fuß.
Als maritimes Tiefenmaß entspricht dem Klafter der Faden. Dieser Name findet sich auch für das Klafter selbst, etwa beim Aeusserfaden und Eisenfaden im estnischen Pernau. Im Bergbau entspricht das Klafter dem Lachter, welches vergleichbare Abmessungen hat.
Das Verhältnis der „Klafterbreite“ von Menschen, d. h. der Spannweite der Arme zur Körperlänge, diente vor der Entdeckung der Genetik in der Anthropologie als Rassenmerkmal.

### Basislinie
Die Vermessung Österreich-Ungarns begann ab 1762 mit der Errichtung der Wiener Neustädter Grundlinie mit 6410, später 5000 Klafter Länge, dargestellt mit 5 Maßstäben von 1 Klafter Länge aus lackiertem Holz.

## Raummaß
Vom Längenmaß leitete sich das alte Raummaß für Scheitholz ab. Ein Klafter Holz entsprach einem Holzstapel mit einer Länge und Höhe von je einem Klafter (6 Fuß); die Tiefe dieses Stapels entsprach der Länge der Holzscheite und damit in der Regel 3 Fuß, also 0,5 Klafter. Das Volumen eines Klafters Scheitholz betrug also nur 0,5 Kubikklafter. Dies wiederum entsprach, je nach Gegend, 3 bis 4 rm beziehungsweise etwa 2 bis 3 Festmetern Holz. Das preußische Klafter entsprach 3,339 m³; in Österreich war ein Klafter äquivalent mit 3,386 m³.
Das Rahmklafter, wie ein Holzmaß in Österreich genannt wurde, gab es für langes und kurzes Brennholz.
- 1 Rahmklafter langes Brennholz = 6 Fuß lang und hoch, 1¼ Ellen Scheitlänge, etwa 111 Kubikfuß
- 1 Rahmklafter kurzes Brennholz = 6 Fuß lang und hoch, 1 Elle Scheitlänge, etwa 90 Kubikfuß

In der Schweiz, im Werdenfelser Land und in Teilen Unterfrankens entspricht ein Klafter Scheitholz seit der Einführung des metrischen Systems 3 m³ (Raummeter oder Ster) aufgeschichteten Brennholzes; üblicherweise sind die Scheite 1 m lang. 1 Klafter Brennholz entspricht damit etwa 2,2 Festmetern.
Auch Heu wurde im 19. Jahrhundert teilweise in Klaftern gemessen.

## Flächenmaß
In Österreich umfasste 1 Joch (mit dem die Größe von Feldern gemessen wurde) 1600 Quadratklaftern mit der Kantenlänge 8 Klafter mal 200 Klafter, folglich etwa 5754 m² bzw. 0,575 ha. 1 Quadratklafter (Wiener) entsprach 3,5979 Quadratmeter.
Im angrenzenden Fürstentum Liechtenstein diente das Quadratklafter noch bis zur Eintragung des letzten Neuvermessungsgebietes am 11. Mai 2017 zur Messung von Grundstücksflächen. 1 m² entsprach 0,27804 Quadratklafter, 1 Quadratklafter entsprach 3,59665 m².
Im schweizerischen Churer Rheintal und im Prättigau wurde das Wiesland in Klaftern gemessen.
Im Großherzogtum Hessen, wo die alten Einheiten im frühen 19. Jahrhundert metrisch umdefiniert (1 Klafter = 2,5 m) wurden, umfasste das Quadratklafter 100 Quadratfuß, was 6,25 Quadratmeter entspricht.
Zwei Klafter rechnete man für einen Stoß.

## Anderssprachige Bezeichnungen für Klafter
Umrechnungen nach einer kaufmännischen Tabelle aus 1838
- Kanton Neuenburg, Kanton Bern (französischsprachiger Teil)
  - 1 Toise = 10 Fuß (pieds)[12]
- Kanton Wallis (französischsprachiger Teil)
  - 1 Klafter = 6 französische Fuß (pieds de roi)[12]
- Kanton Waadt (ab 1822 metrisch basiert)
  - 1 Toise = 10 Fuß (pieds) = 3,00 Meter
  - 1 Toise carrée (Quadratklafter) = 100 Quadratfuß = 9,00 Quadratmeter
  - 1 Toise cube oder Toise courante (Kubikklafter) = 1000 Kubikfuß = 27 Kubikmeter
- Kanton Tessin
  - 1 Spazzo = 6 Fuß (piedi) = 1,808 Meter
  - 1 Tesa = 6 Fuß (piedi) = 1,80 Meter (1851 eingeführt)[12]
- Österreich
  - 1 Kammergutsklafter = 1,785 Meter
- Frankreich
  - 1 Toise usuelle = 6 Pieds = 2 Meter = 1,026148 Pariser Toise (alt)
- Piemont während der französischen Herrschaft
  - 1 Tesa = 5 Piedi manuali = 759,17 Pariser Linien = 3,0826 Meter
- Mailand unter französischer Besatzung
  - 1 Cavese di Modena, Modeneser Klafter = 6 Modeneser Fuß (1 Fuß = 281,2 Pariser Linien = 0,63433 Meter)
- Schweden
  - 1 Famn („Faden“) = 6 Fuss = 1,7815 Meter
- Russland
  - 1 Saschen = 3 Arschin = 2,13356 Meter
- Polen
  - 1 Sążeń = 8 Fuß
- Finnland
  - 1 Syli = 3 Kyynärää („Ellen“) = 1.7814 Meter (siehe Virsta)
- Spanien und ehemalige Kolonien
  - 1 Toesa, Braza = 2 Varas = 6 Pies; Estado („Statur“, Körpermaß) = 7 Pies
- Portugal, auch Brasilien (Wert abweichend)
  - 1 Braça = 2 Varas = 8 Polegadas
- Historisches Einflussgebiet der Krone von Aragonien (Teile Spaniens, besonders Katalonien, Südfrankreich, Italien, Nordküste Afrikas)
  - 1 Cana, auch Canna oder Caña (Doppelelle)